# Live & Loud
Live & Loud är en live-DVD och CD med Ozzy Osbourne, från 1993. DVD:n är ett ihopklipp från en rad olika spelningar. Albumet har sålt 1 000 000 kopior den 26 juli 2000.

## Låtlista
1. "Paranoid"
2. "I Don't Want to Change the World"
3. "Desire"
4. "Mr. Crowley"
5. "I Don't Know"
6. "Road to Nowhere"
7. "Flying High Again"
8. "Gitarrsolo" (Zakk Wylde)
9. "Suicide Solution"
10. "Goodbye to Romance"
11. "Shot in the Dark"
12. "No More Tears"
13. "Miracle Man"
14. "Trumsolo" (Castillo)
15. "War Pigs"
16. "Bark at the Moon"
17. "Mama, I'm Coming Home"
18. "Crazy Train"
19. "Black Sabbath"
20. "Changes"

## Band
- Ozzy Osbourne - Sång
- Zakk Wylde - Gitarr
- Mike Inez - Bas
- Kevin Jones - keyboard
- Randy Castillo - Trummor